# 走り来る人々
『走り来る人々』（はしりくるひとびと、Some Came Running）は、作家ジェームズ・ジョーンズの小説『走り来る人々』を原作とした1958年のアメリカ合衆国の映画。

## キャスト
| 役名         | 俳優                   | 日本語吹替 | 日本語吹替 |
| 役名         | 俳優                   | テレビ版1  | テレビ版2  |
| ------------ | ---------------------- | ---------- | ---------- |
| デイブ       | フランク・シナトラ     | 家弓家正   | 前田昌明   |
| ディラート   | ディーン・マーティン   | 金内吉男   | 羽佐間道夫 |
| ジニー       | シャーリー・マクレーン | 小原乃梨子 | 小原乃梨子 |
| グウェン     | マーサ・ハイヤー       | 瀬能礼子   | 弥永和子   |
| フランク     | アーサー・ケネディ     | 村越伊知郎 | 寺島幹夫   |
| エディス     | ナンシー・ゲイツ       |            | 峰あつ子   |
| ドーン       | ベティ・ルー・キーム   | 渡辺典子   | 信沢三恵子 |
| ロバート教授 | ラリー・ゲイツ         |            | 藤本譲     |
| アニエス     | レオラ・ダナ           |            | 浅井淑子   |
| レイモンド   | スティーブ・ペック     | 青野武     |            |

- テレビ版1：放送日1970年5月21日 東京12チャンネル『木曜洋画劇場』
- テレビ版2：初回放送1976年7月31日、8月7日[3] TBS 23:45-25:10